# モーターヘッド (アルバム)
『モーターヘッド』（Motörhead）は、イギリスのバンド、モーターヘッドが1977年に発表した初のスタジオ・アルバム。

## 背景
バンドは当初、ユナイテッド・アーティスツ・レコードと契約し1976年初頭にデビュー・アルバム用の音源を完成させるが、レーベル側に却下され、この時の録音は、バンドのブレイク後の1979年末に『オン・パロール』というタイトルで発売された。そして、エディ・クラークが加入し一時的にツイン・ギター編成でリハーサルを行うが、間もなくオリジナル・ギタリストのラリー・ウォリスが脱退し、モーターヘッドはトリオ編成に戻った。バンドは最終的に、チジック・レコードと契約して本作をリリースするが、翌年にはブロンズ・レコードへ移籍した。
チジックの創設者テッド・キャロルによれば、バンドは当時既に解散を考えており、当初は1977年4月1月にマーキー・クラブで行われる解散ライヴをアルバム用に録音しようとしていた。しかし、マーキーのレコーディングの料金が高額なため、キャロルはバンドに活動継続を進言し、4月28日（木曜日）早朝よりケントの「エスケイプ・スタジオ」でレコーディングが行われたという。なお、本作のセッションにおけるアウトテイクのうち4曲は、1980年に「ビッグ・ビート・レコード」から発売されたEP『Beer Drinkers & Hell Raisers』に収録された。
収録曲のうち「モーターヘッド」、「ロスト・ジョニー」、「ウォッチャー」の3曲は、バンドの中心人物レミー・キルミスターが以前在籍していたホークウインドの曲のリメイクで、「トレイン・ケプト・ア・ローリン」はタイニー・ブラッドショウのカヴァーである。また、バンドのオリジナル曲のうち「ホワイト・ライン・フィーヴァー」と「キープ・アス・オン・ザ・ロード」は新曲で、残りの曲は前述した『オン・パロール』のセッションでも録音された。
ジャケット・デザインは、ホークウインド時代からキルミスターと親交のあったジョー・ペタグノにより、以後バンドのシンボルとなるキャラクター「スナグルトゥース」が初登場した。

## 反響・評価
全英アルバムチャートでは1977年9月24日に最高43位を記録した。Alex Oggはオールミュージックにおいて5点満点中3点を付け「チャート上では小ヒットにとどまったが、『モーターヘッド』はグループの専売特許と言えるスタイルを確立した」「本作以前のハードロックは、演奏力や自己顕示欲に重点が置かれていた。しかしモーターヘッドは逆に、メインストリーム・ロックを野蛮で野卑な原点へ立ち戻らせ、パンクスから好まれたのも当然である」と評している。

## 収録曲
1. モーターヘッド - "Motorhead" (Ian Kilmister) - 3:09
2. バイブレーター - "Vibrator" (Larry Wallis, Des Brown) - 3:36
3. ロスト・ジョニー - "Lost Johnny" (I. Kilmister, Michael Farren) - 4:13
4. アイアン・ホース/ボーン・トゥ・ルーズ - "Iron Horse/Born to Lose" (Phil Taylor, Mick Brown, Guy "Tramp" Lawrence) - 5:19
5. ホワイト・ライン・フィーヴァー - "White Line Fever" (I. Kilmister, Eddie Clarke, P. Taylor) - 2:36
6. キープ・アス・オン・ザ・ロード - "Keep Us on the Road" (I. Kilmister, E. Clarke, P. Taylor, M. Farren) - 5:55
7. ザ・ウォッチャー - "The Watcher" (I. Kilmister) - 4:26
8. トレイン・ケプト・ア・ローリン - "Train Kept A-Rollin'" (Tiny Bradshaw, Howard Kay, Lois Mann) - 3:16

### 2017年リマスターCDボーナス・トラック
9.はシングル「モーターヘッド」のB面曲、10. - 13はEP『Beer Drinkers & Hell Raisers』（1980年）収録曲である。なお、これら5曲は2001年発売のイギリス盤リマスターCD (CDWIKM 2)や、2005年発売の日本盤CD (TECI-21194)にも収録された。
1. シティ・キッズ - "City Kids" (L. Wallis, Duncan Sanderson) - 3:28
2. ビア・ドリンカーズ・アンド・ヘル・レイザーズ - "Beer Drinkers and Hell Raisers" (Billy Gibbons, Dusty Hill, Frank Beard) - 3:26
3. オン・パロール - "On Parole" (L. Wallis) - 6:00
4. インストロ - "Instro" (I. Kilmister, E. Clarke, Taylor) - 2:29
5. アイム・ユア・ウィッチドクター - "I'm Your Witchdoctor" (John Mayall) - 2:58
6. ロスト・ジョニー（Mix 2） P. - "Lost Johnny (Mix 2) " (I. Kilmister, M. Farren) - 4:17
7. シティ・キッズ（Mix 1） - "City Kids (Mix 1)" (L. Wallis, D. Sanderson) - 3:23
8. アイム・ユア・ウィッチドクター（Alternative Mix） -  "I'm Your Witchdoctor (Alternative Mix)" (J. Mayall) - 2:40
9. ザ・ウォッチャー（Mix 3） - "The Watcher (Mix 3)" (I. Kilmister) - 4:32
10. ホワイト・ライン・フィーヴァー（Mix 7） - "White Line Fever (Mix 7)" (I. Kilmister, E. Clarke, P. Taylor) - 2:35
11. キープ・アス・オン・ザ・ロード（Mix 1） - "Keep Us on the Road (Mix 1)" (I. Kilmister, E. Clarke, P. Taylor, M. Farren) - 6:05
12. モーターヘッド（Alternative Vocals & Guitar Solo） - "Motörhead (Alternative Vocals & Guitar Solo)" (I. Kilmister) - 3:12

## 参加ミュージシャン
- レミー・キルミスター - ボーカル、ベース
- エディ・クラーク - ギター
- フィル・テイラー - ドラムス